# سرو بيكري
السرو البيكري نوع نباتي شجري ينتمي إلى جنس السرو من الفصيلة السروية .

## الانتشار
موطنه منطقة صغيرة تقع في ولايتي أوريغون وكاليفورنيا غرب الولايات المتحدة.